# Manchester United F.C. mùa bóng 1912–13
Mùa giải 1912-13 là mùa giải thứ 21 của Manchester United trong Liên đoàn bóng đá và thứ sáu trong giải Hạng nhất.

## Giải bóng đá hạng nhất (First Division)
| Thời gian                 | Đối thủ              | H/A | Tỷ số Bt-Bb | Cầu thủ ghi bàn                | Số lượng khán giả |
| ------------------------- | -------------------- | --- | ----------- | ------------------------------ | ----------------- |
| 2 tháng 9 năm 1912        | Woolwich Arsenal     | A   | 0 – 0       |                                | 11,000            |
| 7 tháng 9 năm 1912        | Manchester City      | H   | 0 – 1       |                                | 40,000            |
| 14 tháng 9 năm 1912       | West Bromwich Albion | A   | 2 – 1       | Livingstone, Turnbull          | 25,000            |
| 21 tháng 9 năm 1912       | Everton              | H   | 2 – 0       | West (2)                       | 40,000            |
| 28 tháng 9 năm 1912       | The Wednesday        | A   | 3 – 3       | West, Turnbull                 | 30,000            |
| 5 tháng 10 năm 1912       | Blackburn Rovers     | H   | 1 – 1       | Wall                           | 45,000            |
| 12 tháng 10 năm 1912      | Derby County         | A   | 1 – 2       | Turnbull                       | 15,000            |
| 19 tháng 10 năm 1912      | Tottenham Hotspur    | H   | 2 – 0       | Turnbull, West                 | 12,000            |
| 26 tháng 10 năm 1912      | Middlesbrough        | A   | 2 – 3       | Nuttall (2)                    | 10,000            |
| 2 tháng 11 năm 1912       | Notts County         | H   | 2 – 1       | Anderson, Meredith             | 12,000            |
| 9 tháng 11 năm 1912       | Sunderland           | A   | 1 – 3       | West                           | 20,000            |
| 16 tháng 11 năm 1912      | Aston Villa          | A   | 2 – 4       | Wall, West                     | 20,000            |
| 23 tháng 11 năm 1912      | Liverpool            | H   | 3 – 1       | Anderson (2), Wall             | 8,000             |
| 30 tháng 11 năm 1912      | Bolton Wanderers     | A   | 1 – 2       | Wall                           | 25,000            |
| 7 tháng 12 năm 1912       | Sheffield United     | H   | 4 – 0       | Anderson, Turnbull, Wall, West | 12,000            |
| 14 tháng 12 năm 1912      | Newcastle United     | A   | 3 – 1       | West (3)                       | 20,000            |
| 21 tháng 12 năm 1912      | Oldham Athletic      | H   | 0 – 0       |                                | 30,000            |
| ngày 25 tháng 12 năm 1912 | Chelsea              | A   | 4 – 1       | West (2), Anderson, Whalley    | 33,000            |
| 26 tháng 12 năm 1912      | Chelsea              | H   | 4 – 2       | Turnbull (2), Anderson, Wall   | 20,000            |
| 28 tháng 12 năm 1912      | Manchester City      | A   | 2 – 0       | West (2)                       | 38,000            |
| 1 tháng 1 năm 1913        | Bradford City        | H   | 2 – 0       | Anderson (2)                   | 30,000            |
| 4 tháng 1 năm 1913        | West Bromwich Albion | H   | 1 – 1       | Roberts                        | 25,000            |
| 18 tháng 1 năm 1913       | Everton              | A   | 1 – 4       | Hamill                         | 20,000            |
| 25 tháng 1 năm 1913       | The Wednesday        | H   | 2 – 0       | West, Whalley                  | 45,000            |
| 8 tháng 2 năm 1913        | Blackburn Rovers     | A   | 0 – 0       |                                | 38,000            |
| 15 tháng 2 năm 1913       | Derby County         | H   | 4 – 0       | West (2), Anderson, Turnbull   | 30,000            |
| 1 tháng 3 năm 1913        | Middlesbrough        | H   | 2 – 3       | Meredith, Whalley              | 15,000            |
| 8 tháng 3 năm 1913        | Notts County         | A   | 2 – 1       | Anderson, Turnbull             | 10,000            |
| 15 tháng 3 năm 1913       | Sunderland           | H   | 1 – 3       | Sheldon                        | 15,000            |
| 21 tháng 3 năm 1913       | Woolwich Arsenal     | H   | 2 – 0       | Anderson, Whalley              | 20,000            |
| 22 tháng 3 năm 1913       | Aston Villa          | H   | 4 – 0       | Stacey, Turnbull, Wall, West   | 30,000            |
| 25 tháng 3 năm 1913       | Bradford City        | A   | 0 – 1       |                                | 25,000            |
| 29 tháng 3 năm 1913       | Liverpool            | A   | 2 – 0       | Wall, West                     | 12,000            |
| 31 tháng 3 năm 1913       | Tottenham Hotspur    | A   | 1 – 1       | Blott                          | 12,000            |
| 5 tháng 4 năm 1913        | Bolton Wanderers     | H   | 2 – 1       | Anderson, Wall                 | 30,000            |
| 12 tháng 4 năm 1913       | Sheffield United     | A   | 1 – 2       | Wall                           | 12,000            |
| 19 tháng 4 năm 1913       | Newcastle United     | H   | 3 – 0       | Hunter (2), West               | 10,000            |
| 26 tháng 4 năm 1913       | Oldham Athletic      | A   | 0 – 0       |                                | 3,000             |

| # | Câu lạc bộ        | Tr | T  | H  | B  | Bt | Bb | Hs | Điểm |
| - | ----------------- | -- | -- | -- | -- | -- | -- | -- | ---- |
| 3 | The Wednesday     | 38 | 21 | 7  | 10 | 75 | 55 | 20 | 49   |
| 4 | Manchester United | 38 | 19 | 8  | 11 | 69 | 43 | 26 | 46   |
| 5 | Blackburn Rovers  | 38 | 16 | 13 | 9  | 79 | 43 | 36 | 45   |

## FA Cup
| Thời gian           | Vòng đấu      | Đối thủ         | H/A | Tỷ số Bt-Bb | Cầu thủ ghi bàn   | Số lượng khán giả |
| ------------------- | ------------- | --------------- | --- | ----------- | ----------------- | ----------------- |
| 11 tháng 1 năm 1913 | Vòng 1        | Coventry City   | H   | 1 – 1       | Wall              | 11,500            |
| 16 tháng 1 năm 1913 | Vòng 1 Đá lại | Coventry City   | A   | 2 – 1       | Anderson, Roberts | 20,042            |
| 1 tháng 2 năm 1913  | Vòng 2        | Plymouth Argyle | A   | 2 – 0       | Anderson, Wall    | 21,700            |
| 22 tháng 2 năm 1913 | Vòng 3        | Oldham Athletic | A   | 0 – 0       |                   | 26,932            |
| 26 tháng 2 năm 1913 | Vòng 3 Đá lại | Oldham Athletic | H   | 1 – 2       | West              | 31,180            |